# Almacrizi
Taquiadim Abu Alabás Amade ibne Ali ibne Abdalcáder ibne Maomé Almacrizi (em árabe: تقى الدين أحمد بن على بن عبد القادر بن محمد المقريزى; romaniz.: Taqi ad-Din Abu al-Abbas Ahmad ibn 'Ali ibn 'Abd al-Qadir ibn Muhammad al-Maqrizi), melhor lembrado apenas como Almacrizi, foi um historiador cairota do Sultanato Mameluco ativo nos séculos XIV e XV. 

## Vida
Almacrizi era filho de Ali, morto aos 50 anos em 1378, e a filha do rico filólogo e jurista ibne Saigue (m. 1375). Nascido no Cairo em 1364, seu nisba alude ao quarteirão de Balabaque (Balabakk) do qual sua família paterna era oriunda. Seu avô paterno, Abde Alcadir ibne Maomé (1278–1332), era um hambalita, seu avô materno ibne Saigue era hanafita e seu pai era xafeíta. Optou pelo xafeísmo no começo da mocidade, mas também desenvolveu tendências zairitas não-jurídicas. Recebeu a educação completa de um jovem de família acadêmica abastada, estudando com estudiosos famosos e, posteriormente, se gabando de ter "600 xeques".

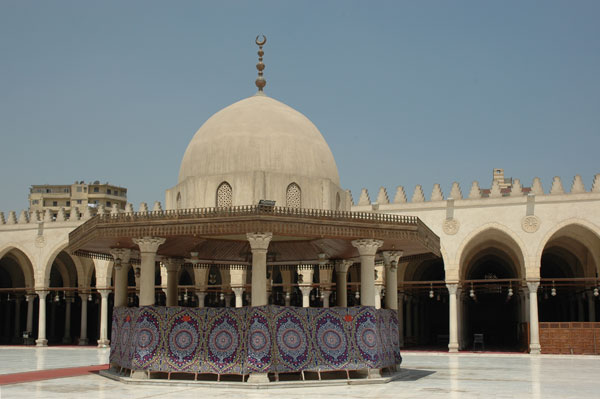
Pátio da Mesquita de Anre ibne Alas, no Cairo

Como seu pai, mas com maior sucesso inicialmente, exerceu várias funções administrativas e acadêmicas, como escritor de tauquis, vice-juiz, mutácibe (mandatos que duravam apenas alguns meses cada em 1399, 1304 e 1309), pregador na Mesquita de Anre ibne Alas e na madraça de Haçane, imame e administrador chefe da Mesquita de Aláqueme, e professor de hádice no Moaidia. Em Damasco, onde passou cerca de 10 anos iniciando em 1408, ocupou cargos de professor no Axerafia e Iquebalia e foi o principal gestor financeiro do Calanícia e do grande Hospital Nuri, embora a última posição tenha sido reservada por lei xafeíta juiz de Damasco; a ele foi oferecido o juizado por Nácer ibne Barcuque, mas recusou. Enquanto na Síria, parece ter decidido desistir de uma carreira pública insatisfatória e dedicar-se em tempo integral à erudição histórica (em vez de meio período, como fazia), coisa que fez ao retornar ao Egito. Passou vários anos em Meca e morreu no Cairo no início de fevereiro de 1442. Seu último filho faleceu em 1423 e um sobrinho, Naceradim Maomé ibne Maomé (1399-1462) sobreviveu a ele.